# Équipe de Trinité-et-Tobago de football à la Coupe du monde 2006
L'équipe de Trinité-et-Tobago de football participe à la Coupe du monde de football de 2006 organisée en Allemagne du 9 juin au 9 juillet 2006. C'est la première participation du pays à la phase finale du mondial, il devient ainsi le dixième de la zone CONCACAF à s'y qualifier.
La sélection est placée dans le groupe B en compagnie de l'Angleterre, le Paraguay et la Suède. Elle quitte le Mondial sur deux défaites et un nul, avec quatre buts concédés et pas un seul de marqué.

## Maillot
Le maillot de l'équipe de Trinité-et-Tobago est fourni par l'équipementier Adidas.
| Couleurs | Rouge et blanc |
| Marque   | Adidas         |
| Domicile | Extérieur      |

## Effectif
Le 15 mai 2006, le sélectionneur néerlandais Leo Beenhakker a annoncé une liste composée de vingt-trois joueurs pour le mondial.
| Numéro / Nom | Numéro / Nom     | Club                   | Date de naissance | J.              | Buts            |                 |                 |                 |
| Gardiens de but | Gardiens de but  | Gardiens de but        | Gardiens de but   | Gardiens de but | Gardiens de but | Gardiens de but | Gardiens de but | Gardiens de but |
| --- | ---------------- | ---------------------- | ----------------- | --------------- | --------------- | --------------- | --------------- | --------------- |
| 1 | Shaka Hislop     | West Ham               | 22.02.1969        | 2               | 0               | 1               | 0               | 0               |
| 21 | Kelvin Jack      | Dundee FC              | 29.04.1976        | 1               | 0               | 0               | 0               | 0               |
| 22 | Clayton Ince     | Coventry City          | 13.07.1972        | 0               | 0               | 0               | 0               | 0               |
| Défenseurs |                  |                        |                   |                 |                 |                 |                 |                 |
| 2 | Ian Cox          | Gillingham FC          | 25.03.1971        | 0               | 0               | 0               | 0               | 0               |
| 3 | Avery John       | New England Revolution | 18.06.1975        | 2               | 0               | 1               | 1               | 0               |
| 4 | Marvin Andrews   | Glasgow Rangers        | 22.12.1975        | 0               | 0               | 0               | 0               | 0               |
| 5 | Brent Sancho     | Gillingham FC          | 13.03.1977        | 3               | 0               | 1               | 0               | 0               |
| 6 | Dennis Lawrence  | Wrexham AFC            | 01.08.1974        | 3               | 0               | 0               | 0               | 0               |
| 8 | Cyd Gray         | San Juan Jabloteh      | 21.10.1976        | 2               | 0               | 1               | 0               | 0               |
| 17 | Atiba Charles    | W Connection FC        | 29.09.1977        | 0               | 0               | 0               | 0               | 0               |
| Milieux de terrain |                  |                        |                   |                 |                 |                 |                 |                 |
| 7 | Chris Birchall   | Coventry City          | 05.05.1984        | 3               | 0               | 0               | 0               | 0               |
| 9 | Aurtis Whitley   | San Juan Jabloteh      | 01.05.1977        | 3               | 0               | 2               | 0               | 0               |
| 11 | Carlos Edwards   | Luton Town             | 24.10.1978        | 3               | 0               | 0               | 0               | 0               |
| 16 | Evans Wise       | Waldhof Mannheim       | 23.11.1973        | 2               | 0               | 0               | 0               | 0               |
| 18 | Densill Theobald | Falkirk                | 27.06.1982        | 3               | 0               | 1               | 0               | 0               |
| 23 | Anthony Wolfe    | San Juan Jabloteh      | 23.12.1983        | 0               | 0               | 0               | 0               | 0               |
| Attaquants |                  |                        |                   |                 |                 |                 |                 |                 |
| 10 | Russell Latapy   | Falkirk                | 02.08.1968        | 1               | 0               | 0               | 0               | 0               |
| 12 | Collin Samuel    | Dundee United          | 27.08.1981        | 1               | 0               | 0               | 0               | 0               |
| 13 | Cornell Glen     | Los Angeles Galaxy     | 21.10.1980        | 2               | 0               | 0               | 0               | 0               |
| 14 | Stern John       | Coventry City          | 30.10.1976        | 3               | 0               | 0               | 0               | 0               |
| 15 | Kenwyne Jones    | Southampton            | 05.10.1984        | 2               | 0               | 1               | 0               | 0               |
| 19 | Dwight Yorke     | Sydney FC              | 03.11.1971        | 3               | 0               | 1               | 0               | 0               |
| 20 | Jason Scotland   | St Johnstone           | 18.02.1979        | 0               | 0               | 0               | 0               | 0               |
| Sélectionneur |                  |                        |                   |                 |                 |                 |                 |                 |
| | Leo Beenhakker   |                        | 02.08.1942        |                 |                 |                 |                 |                 |
| Réserve Joueurs qui n'ont pas participé au stage d'entraînement mais qui pouvaient faire office de remplaçants jusqu'au 9 juin |                  |                        |                   |                 |                 |                 |                 |                 |
| G | Tony Warner      | Fulham                 | 11.05.1974        |                 |                 |                 |                 |                 |
| D | Anton Pierre     | Defence Force          | 23.09.1977        |                 |                 |                 |                 |                 |
| D | Nigel Henry      | Kiruna FF              | 24.05.1976        |                 |                 |                 |                 |                 |
| M | Brent Rahim      | San Juan Jabloteh      | 08.08.1978        |                 |                 |                 |                 |                 |
| A | Ricky Shakes     | Swindon Town           | 25.01.1985        |                 |                 |                 |                 |                 |
| A | Hector Sam       | Port Vale FC           | 25.02.1978        |                 |                 |                 |                 |                 |
| A | Scott Sealy      | Kansas City Wizards    | 04.06.1981        |                 |                 |                 |                 |                 |
| Blessé Joueur initialement annoncé dans l'équipe nationale pour la coupe du monde mais remplacé avant le 10 juin               |                  |                        |                   |                 |                 |                 |                 |                 |
| D | Silvio Spann     | W Connection FC        | 21.08.1981        |                 |                 |                 |                 |                 |

## Coupe du monde
| Classement final |                   |     |   |   |   |   |    |    |      |
|                  | Équipe            | Pts | J | G | N | P | BP | BC | Diff |
| 1                | Angleterre        | 7   | 3 | 2 | 1 | 0 | 2  | 2  | +3   |
| 2                | Suède             | 5   | 3 | 1 | 2 | 0 | 3  | 2  | +1   |
| 3                | Paraguay          | 3   | 3 | 1 | 0 | 2 | 2  | 2  | 0    |
| 4                | Trinité-et-Tobago | 1   | 3 | 0 | 1 | 2 | 0  | 4  | -4   |

| 10 juin | Angleterre        | 1 | 0 | Paraguay          |
| 10 juin | Trinité-et-Tobago | 0 | 0 | Suède             |
| 15 juin | Angleterre        | 2 | 0 | Trinité-et-Tobago |
| 15 juin | Suède             | 1 | 0 | Paraguay          |
| 20 juin | Suède             | 2 | 2 | Angleterre        |
| 20 juin | Paraguay          | 2 | 0 | Trinité-et-Tobago |